# Teleogramma thiospila
Teleogramma thiospila is een vlinder uit de familie van de stippelmotten (Yponomeutidae). De wetenschappelijke naam van de soort werd in 1903 gepubliceerd door Turner.